# Heal (Loreen)
Heal è il primo album in studio della cantante svedese Loreen, pubblicato il 24 ottobre 2012 dalla Warner Music Sweden.
Registrato tra il 2010 e il 2012, 31 maggio 2013 l'album è stato ristampato con il titolo Heal (2013 Edition), con due nuovi brani all'interno, il singolo We Got the Power e una versione acustica del successo eurovisivo Euphoria, eliminando il brano See You Again.

## Singoli
Dall'album sono stati estratti 6 singoli e un singolo promozionale.
- Il primo singolo estratto dall'album è stato My Heart Is Refusing Me. È stato pubblicato il 27 febbraio 2011, ed ha raggiunto la 9° nella classifica dei singoli in Svezia.
- Il secondo estratto dall'album è stato Sober. È stato pubblicato il 12 settembre 2011 ed ha raggiunto la 6° nella classifica dei singoli in Svezia.
- Il terzo estratto dall'album è stato Euphoria. È stato pubblicato come primo singolo internazionale il 26 febbraio 2012. Con questo brano, Loreen ha rappresentato la Svezia all'Eurovision Song Contest 2012, svoltosi a Baku, in Azerbaigian, dove ha vinto con 372 punti. Commercialmente ha avuto successo non solo sul mercato europeo, ma anche in Australia ed America.
- Il quarto estratto dall'album è stato Crying Out Your Name. È stato pubblicato l'8 ottobre 2012.
- Il quinto estratto dall'album è stato In My Head. È stato pubblicato il 14 febbraio 2013.
- Il sesto estratto dall'edizione  Heal (2013 Edition), è stato We Got the Power. È stato pubblicato il 15 maggio 2013.
- Il primo singolo promozionale estratto dall'album è stato la traccia omonima Heal, pubblicato il 20 febbraio 2013.

## Tracce
1. In My Head – 4:25
2. My Heart Is Refusing Me – 3:43
3. Everytime – 4:56
4. Euphoria – 3:33
5. Crying Out Your Name – 3:38
6. Do We Even Matter – 4:04
7. Sidewalk – 4:11
8. Sober – 3:37
9. If She's the One – 4:02
10. Breaking Robot – 3:29
11. See You Again – 3:58
12. Heal (feat. Blanks) – 4:39

Tracce bonus nell'edizione Heal (2013 Edition)
1. We Got the Power – 3:27
2. Euphoria (Acoustic Version) – 4:10

## Classifiche
| Classifica (2012-23) | Posizione massima |
| -------------------- | ----------------- |
| Austria              | 26                |
| Belgio (Fiandre)     | 21                |
| Belgio (Vallonia)    | 85                |
| Danimarca            | 12                |
| Finlandia            | 6                 |
| Francia              | 53                |
| Germania             | 16                |
| Lituania             | 69                |
| Norvegia             | 6                 |
| Paesi Bassi          | 16                |
| Regno Unito          | 71                |
| Spagna               | 23                |
| Svezia               | 1                 |
| Svizzera             | 7                 |

## Date di pubblicazione
| Paese       | Data             | Formato               |
| ----------- | ---------------- | --------------------- |
| Svezia      | 24 ottobre 2012  | CD, download digitale |
| Norvegia    | 24 ottobre 2012  | CD, download digitale |
| Finlandia   | 24 ottobre 2012  | CD, download digitale |
| Irlanda     | 26 ottobre 2012  | CD, download digitale |
| Germania    | 26 ottobre 2012  | CD, download digitale |
| Belgio      | 26 ottobre 2012  | CD, download digitale |
| Paesi Bassi | 26 ottobre 2012  | CD, download digitale |
| Regno Unito | 29 ottobre 2012  | CD, download digitale |
| Francia     | 29 ottobre 2012  | CD, download digitale |
| Canada      | 30 ottobre 2012  | CD, download digitale |
| Messico     | 30 ottobre 2012  | CD, download digitale |
| Giappone    | 21 novembre 2012 | CD, download digitale |